# Xtreme極限藝能
《Xtreme极限艺能》是陈志隆的漫画，描述在一個沒有國界之分的「新世界」，里面由一群被稱作「藝能者」的擁有特殊藝術能力的人，帶領社會前進。主角克雷在彩虹島長大，被爸爸鼓勵决定離開家鄉。
1. ↑  . 中国青年网. 2013-08-28  [2016-06-08]. （原始内容存档于2016-06-30） （中文（中国大陆））.
2. ↑  GNN 記者 Jerry 報導. . 巴哈姆特. 2012-08-11  [2016-06-08]. （原始内容存档于2016-08-28） （中文（臺灣））.